# Atlides halesus
Atlides halesus är en fjärilsart som beskrevs av Pieter Cramer 1779. Atlides halesus ingår i släktet Atlides och familjen juvelvingar. Inga underarter finns listade i Catalogue of Life.

## Bildgalleri

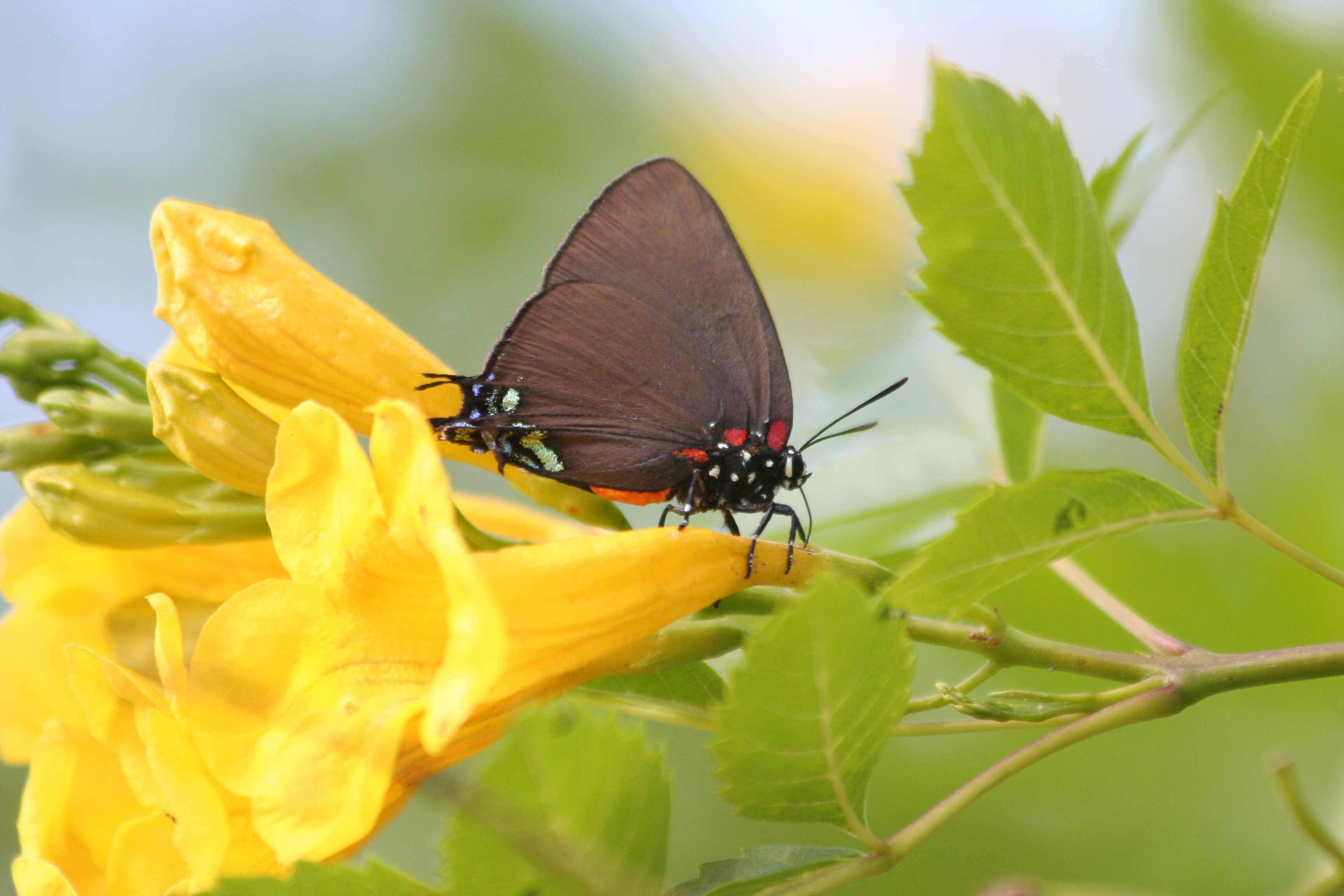
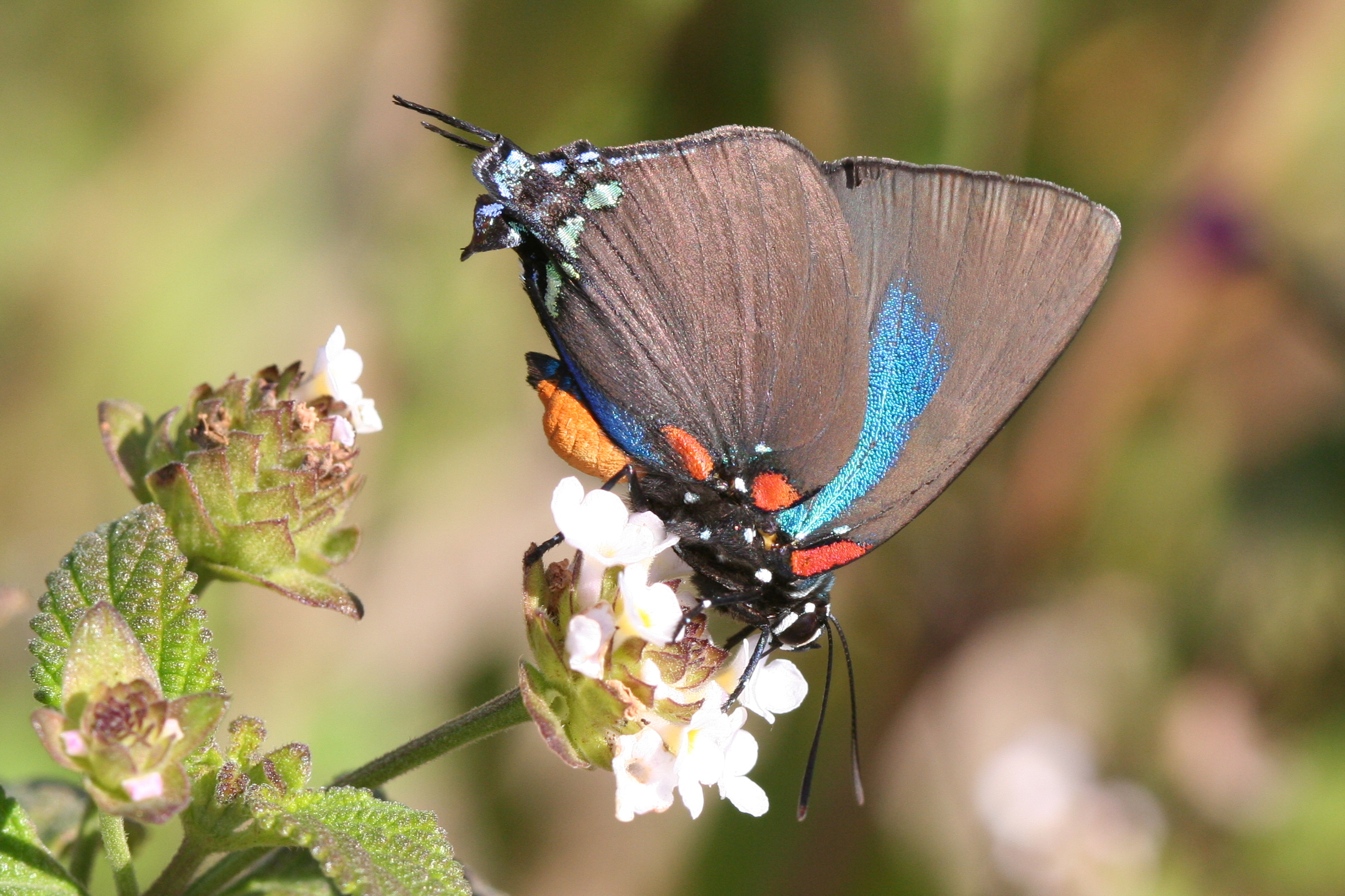
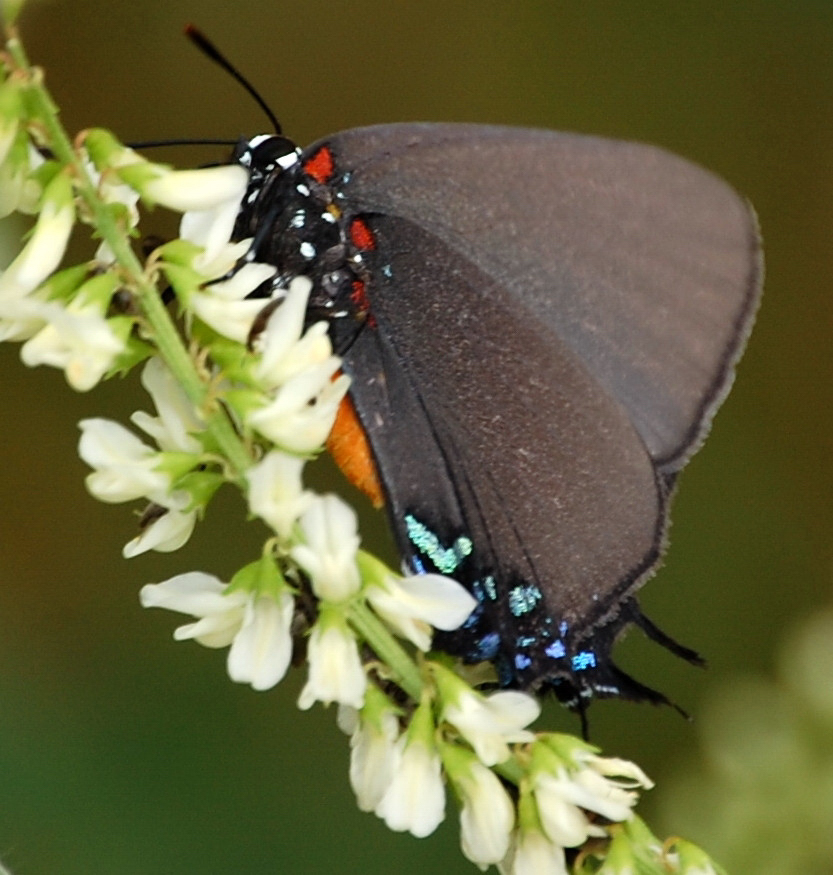